# Kato (personaggio)
Kato è un personaggio immaginario originalmente protagonista del serial radiofonico statunitense The Green Hornet; ha avuto trasposizioni cinematografiche, televisive, letterarie e a fumetti. È la spalla del Calabrone Verde ed è stato interpretato da molti attori come ad esempio Keye Luke e, nella serie televisiva, Bruce Lee.

## Personaggio
Kato era l'autista e guardia del corpo del Calabrone Verde e il compagno che gli donò una maschera per aiutarlo nelle sue avventure. In base alla storia, anni prima della serie, Britt Reid aveva salvato la moglie di Kato mentre era in viaggio nelle Filippine. A seconda delle versioni della storia, questo condusse Kato a diventare l'assistente di Reid o un suo amico.
Kato venne presentato in origine di discendenza filippina o giapponese. Dopo l'attacco di Pearl Harbor del 1941 il programma lo dipinse solo come discendente filippino e smise di rifarsi alle sue origini giapponesi. Questo ha condotto all'equivoco molti dei suoi fan, che ritenevano che Kato avesse cambiato la propria nazionalità.
Kato viene raffigurato sia nella versione radiofonica che in quella televisiva come un ottimo pilota e meccanico di auto, oltre ad essere un combattente. Nella versione televisiva in particolare viene considerato un esperto di kung fu, grazie anche all'interpretazione da parte di Bruce Lee, ed è grazie a questo personaggio che durante gli anni sessanta il kung fu divenne popolare negli Stati Uniti.
Ad Hong Kong la serie televisiva venne chiamata The Kato Show (per via della maggiore importanza data alla presenza di Bruce Lee) e, ottenendo un grande successo, venne trasmessa in continuazione per molti anni.
In un adattamento a fumetti degli anni novanta pubblicato dalla Now Comics si cercò di stabilire una continuità tra la versione radiofonica e quella televisiva: il Kato interpretato da Bruce Lee sarebbe stato in realtà il figlio del Kato della versione radiofonica. Il fumetto introduce anche un nuovo Kato, ovvero una sorella del Kato televisivo (ma molto più giovane di lui).

## Trasposizioni in altri media
- Batman (1966-1968)
- La Pantera Rosa (serie di film con Peter Sellers) nei lungometraggi interpreta il domestico dell'ispettore Clouseau, spesso "appare" per metterlo alla prova, cimentandosi in rocamboleschi duelli che culminano in disastri colossali.

## Influenza culturale
- L'uomo passato alla storia per essere lo scroccone più dandy del mondo, l'attore Kato Kaelin, testimone nel processo ad O. J. Simpson, del quale appunto era inquilino "non pagante", ha scelto il suo nome d'arte proprio in omaggio al nome del personaggio interpretato da Bruce Lee nella serie televisiva del 1966
- Anche il personaggio di Kato della serie di film della Pantera rosa è basato sul personaggio del Calabrone verde.